# Guerre del moschetto
(Jared Diamond)
Le guerre del moschetto sono una serie di guerre tribali avvenute tra vari gruppi maori tra il 1807 ed il 1837, in Nuova Zelanda (incluse le Isole Chatham). Nelle battaglie perirono tra le 20.000 e le 40.000 persone locali, decine di migliaia di māori divennero schiavi, alterando significativamente i confini del rohe, prima dell'imposizione del governo coloniale degli anni 1840. Le guerre vengono viste come un impatto fatale tra il rapporto degli indigeni e degli europei.
L'aumento massivo dell'uso dei moschetti nelle guerre intertribale, portò a  dei cambiamenti nella progettazione delle fortificazioni dei pā, che in seguito sarebbero diventate di vitale importanza  nelle Guerre māori contro gli europei.

## Storia
Al principio del XIX secolo si registrarono i primi contatti tra europei (per lo più esploratori, mercanti, avventurieri e missionari) e popolazione nativa della Nuova Zelanda. Gli indigeni del tempo (ed in parte ancor oggi) rappresentavano il classico esempio di cacciatori-raccoglitori. Gli insediamenti iniziali dei "conquistatori" riguardarono prevalentemente la zona nord dell'arcipelago, e quasi subito i maori che abitavano quella regione appresero e fecero proprio l'uso delle armi da fuoco. In aggiunta a questa potente innovazione tattica, tali gruppi maori mutuarono dai forestieri la risorsa logistica della patata, che consentì loro di impegnarsi in lunghe campagne, a differenza di quanto avveniva nelle epoche precedenti.
Per questi due motivi, i maori più "civilizzati" furono in grado di sbaragliare dapprima le tribù confinanti, ed in un secondo momento di lanciarsi alla conquista di altri territori neozelandesi, relativamente remoti per la tecnologia complessiva delle circostanze. Si trattò di eventi particolarmente sanguinosi, in cui perse la vita un nativo su quattro. Merita di essere ricordato, in proposito, il genocidio dei moriori, avvenuto nel 1835 nelle isole Chatham (800 km ad est dalla Nuova Zelanda). I maori uccisero pressoché tutti gli attaccati e ne mangiarono subito dopo i cadaveri.